# لوح زرین جشنواره فیلم فجر
لوح زرین جشنوارهٔ فیلم فجر جایزه‌ای بود که در ایران توسط جشنوارهٔ فیلم فجر به برگزیدگان در رشته‌های مختلف سینمایی اهدا می‌شد. از سال ۱۳۶۷، سیمرغ بلورین جایگزین آن شد. ‌ ‌